# Skupina 42
A Skupina 42 (magyarul 42-es csoport) egy cseh avantgárd művészcsoport volt, amely 1942 és 1949 között működött.

## Tagjai
- František Gross (1909–1985),
- František Hudeček,
- Jiří Kolář,
- Jan Kotík,
- Kamil Lhoták,
- Bohumír Matal,
- Jan Smetana,
- Karel Souček,
- Ladislav Zívr,
- Miroslav Hák,
- Jiří Kotalík,
- Jindřich Chalupecký,
- Ivan Blatný,
- Jan Hanč,
- Jiřina Hauková,
- Josef Kainar (1917–1971) dramaturg, költő.

## Története
A második világháború alatt, 1942-ben alakult meg a művészcsoport.  Az első csoportos kiállítást 1943-ban tartották Gross, Hák, Hudeček, Kotík, Lhoták, Smetana és Zívr részvételével, a Topič-szalonban, Prágában.
Az 1948. évi kommunista hatalomátvételt követően hamarosan megszűntek a csoport működésének feltételei.